# Intendencia de Chuquisaca
La intendencia o provincia de Chuquisaca, también denominada de Charcas o de La Plata, fue un área administrativa integrante del Imperio español dentro del virreinato del Río de la Plata. Corresponde actualmente como un departamento de Bolivia. Era la intendencia de menor extensión, situada entre el río Pilcomayo y el río Grande. El presidente de la Real Audiencia de Charcas era a su vez el gobernador intendente.
La intendencia, además de la ciudad de La Plata y después de la separación de la de Cochabamba, estaba dividida entre los siguientes partidos o subdelegaciones: Yamparaez (con cabecera en el pueblo de Yamparaez), Pilaya y Paspaya (con cabecera en el pueblo de Cinti), Tomina (con cabecera en el pueblo de la Laguna), Paría (con cabecera en el pueblo de Poopó), Oruro (con cabecera en la villa de Oruro) y Carangas (con cabecera en Asiento del Espíritu Santo).
Existían en la intendencia el Cabildo de la ciudad de La Plata y el Cabildo de la villa de Oruro. Pese a ser una villa, La Laguna no tenía cabildo. La villa de Tomina lo tuvo en el pasado, pero no durante la existencia de la intendencia.

## Historia
La intendencia fue creada por la Real Ordenanza de Intendentes de Ejército y Provincia del 28 de enero de 1782, que dividió el Virreinato del Río de la Plata en ocho intendencias, entre ellas la de Chuquisaca, basándose parcialmente en la Provincia de Charcas:

Art. 1º: A fin de que mi Real voluntad tenga su pronto y debido efecto, mando dividir por ahora en ocho Intendentes el distrito de aquel Virreinato, y que en lo sucesivo se entienda por una sola Provincia el territorio o demarcación de cada Intendencia con el nombre de la Ciudad o Villa que hubiese de ser su Capital, y en que habrá de residir el Intendente quedando las que en la actualidad se titulan Provincias con la denominación de Partidos, y conservando estos el nombre que tienen aquellas. Será una de dichas Intendencias la General del Ejército y Provincia que ya se halla establecida en la Capital de Buenos Aires y su distrito privativo será todo el de aquel Obispado. Las siete restantes, que han de crearse, serán solo de Provincia; y se habrá de establecer (...) otra en la Ciudad de La Plata, cuyo distrito será el del Arzobispado de Charcas, excepto la Villa de Potosí con todo el territorio de la Provincia de Porco en que está situada, y los de los de Chachanta o Charcas, Atacama, Lípez, Chichas y Tarija, pues estas cinco Provincias han de componer el distrito privativo de la restante Intendencia, que ha de situarse en la expresada Villa, (...) Y las expresadas demarcaciones se especificarán respectivamente en los títulos que se espedieren a los nuevos Intendentes que Yo elija, pues me reservo nombrar siempre y por el tiempo de mi voluntad para estos empleos personas de acreditado celo, honor, integridad y conducta, como que descargaré en ellas mis cuidados, cometiendo al suyo el inmediato gobierno y protección de mis Pueblos.

El 5 de agosto de 1783, el rey Carlos III hizo, en San Ildefonso, diecisiete modificaciones a la Real Ordenanza de 1782, entre ellas, una que suprime la gobernación intendencia de Santa Cruz de la Sierra, creando con ella y la ciudad de Cochabamba (separándola de Chuquisaca) la intendencia de Cochabamba. 

III. – Atendiendo a lo poco sana que es la Ciudad de Santa Cruz de la Sierra; y a las ventajosas circunstancias que en esta parte y otras no menos recomendables, concurren en la Villa Capital de Cochabamba y la hacen preferible para establecer en ella la Intendencia que por el Artículo 1º de la ya citada Ordenanza se mandó erigir en la dicha Ciudad de Santa Cruz, quiero y es mi voluntad que así se ejecute, y que consiguientemente sea la enunciada Villa la Capital de aquel Gobierno o Intendencia: cuyo distrito se ha de componer del que es propio del actual Gobierno de Santa Cruz, y del que corresponde a la referida Villa, el cual por consecuencia se ha de desmembrar del que por el mismo Artículo 1º se señaló a la Intendencia y Provincia de la Plata.

El 25 de mayo de 1809 se produjo la Revolución de Chuquisaca, que fue un levantamiento popular contra las autoridades de la Real Audiencia de Charcas en la ciudad de Chuquisaca, siendo presidente de la misma e intendente de Chuquisaca, Ramón García de León y Pizarro. Encabezados por Bernardo de Monteagudo, Jaime de Zudáñez y otros seguidores de ideales republicanos, se realizaron protestas populares en las calles de Chuquisaca con el lema ¡Muera el mal gobierno, viva el Rey Fernando VII!, fomentados por rumores de conspiración carlotista. El intendente de Potosí, Francisco de Paula Sanz y el designado sucesor de Pizarro, Vicente Nieto, enviaron tropas para sofocar la rebelión por orden del virrey Baltasar Hidalgo de Cisneros de Buenos Aires, las cuales entraron pacíficamente en Chuquisaca el 24 de diciembre de 1809.
El 25 de mayo de 1810 se produjo la Revolución de Mayo en Buenos Aires, durante la cual fue depuesto el virrey Baltasar Hidalgo de Cisneros, manteniéndose Chuquisaca bajo gobierno español.
El 13 de julio de 1810, el virrey del Perú proclamó la reincorporación provisional del territorio de la Audiencia de Charcas al virreinato del Perú. Aclarando el virrey en el decreto de anexión que lo hacía: hasta que se restablezca en su legítimo mando el Excmo. Señor Virey de Buenos-Ayres, y demás autoridades legalmente constituidas, pues solo la autoridad real podía desmembrar el territorio definitivamente del virreinato de Buenos Aires.
El 13 de noviembre de 1810, Chuquisaca se pronunció en favor de la Primera Junta de Buenos Aires.
Después de la batalla de Yavi (15 de noviembre de 1816) las tropas españolas recuperaron el control territorial del Alto Perú, restableciéndose la Audiencia e Intendencia de Charcas, que pasó entonces a depender del Virreinato del Perú, al frente del cual se encontraba el virrey José Fernando de Abascal y Sousa, Marqués de la Concordia (1806-1816). El mando de Juan Martín de Pueyrredón, Director Supremo de las Provincias Unidas del Río de la Plata, fue sustituido por el del virrey del Perú.
El 22 de febrero de 1818, el general en jefe del ejército del Perú nombró al general Maroto gobernador e intendente interino de la ciudad y provincia de La Plata además de presidente de la Real Audiencia de Charcas donde combatió a los caudillos rebeldes y patriotas, manteniendo el territorio bajo control hasta 1823, cuando el general Andrés de Santa Cruz reconquistó La Paz para los patriotas.
En plena lucha contra los independentistas, el último intendente fue Antonio Vigil en 1824 nombrado por Olañeta. 
En el decreto de Antonio José de Sucre del 9 de febrero de 1825, se mencionan los partidos en que se dividía la intendencia/ departamento en ese momento:

El departamento de Chuquisaca dará un diputado por cada uno de los cantones de Chuquisaca, Oruro, Carangas, Paría, Yamparaes, Laguna y Sinti.

El departamento de Chuquisaca fue creado a partir de la Intendencia de Chuquisaca, mediante Decreto Supremo de 23 de enero de 1826 del mariscal Sucre.

## Gobernadores intendentes
- Ignacio Flores (1783 - 1785)
- Vicente de Gálvez y Valenzuela (1785 - 1790)
- Joaquín del Pino y Rozas (1790 - 1797)
- Ramón García de León y Pizarro (1797 - 25 de mayo de 1809)
- Audiencia Gobernadora (revolucionario, 26 de mayo de 1809 - 24 de diciembre de 1809)
- Vicente Nieto (24 de diciembre de 1809 - 13 de noviembre / 14 de diciembre de 1810)
- Juan José Castelli (revolucionario, 27 de diciembre de 1810 - 26 de enero de 1811)
- Juan Martín de Pueyrredón (revolucionario, 26 de enero de 1811 - 25 de agosto de 1811)
- Juan Ramírez Orozco (1813)
- Francisco Antonio Ortiz de Ocampo (1813)
- Jerónimo Marrón de Lombera (1813)
- Martín Rodríguez (1815)
- Juan Antonio Fernández (1815)
- Miguel Tacón y Rosique (1815)
- José Pascual de Vivero y Salaverría (1816 - 1818)
- Rafael Maroto Yserns (1818 - 1824)
- Pedro Antonio de Olañeta (1824 - 1825)